# اسکات اسپید

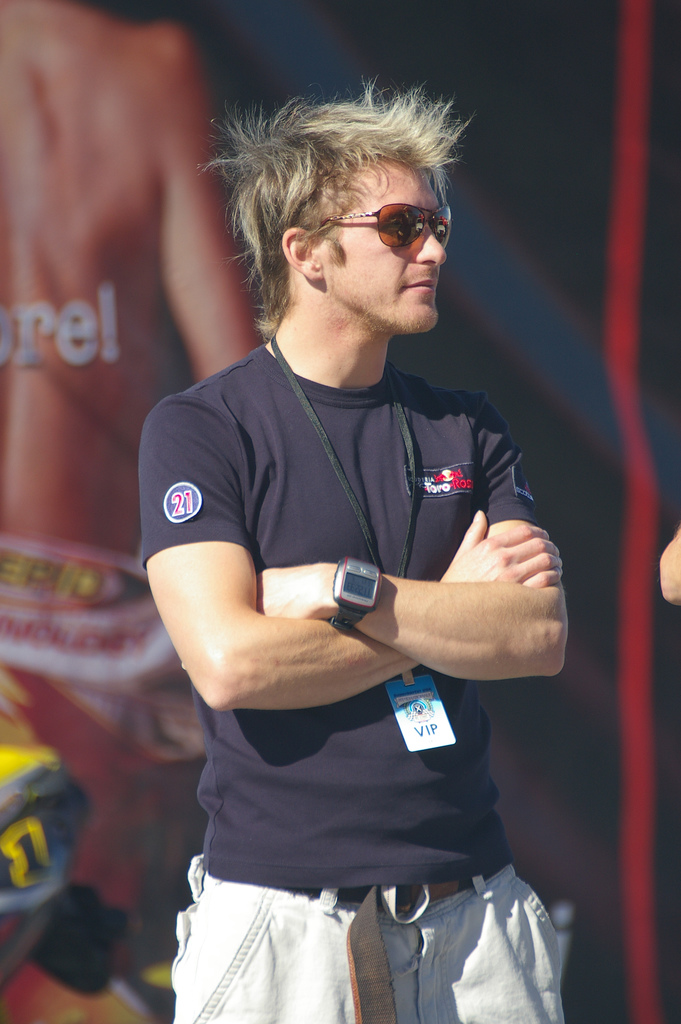
اسکات اسپید - ۲۰۰۶

 اسکات اسپید (انگلیسی: Scott Speed؛ زاده ۲۴ ژانویهٔ ۱۹۸۳) یک اتوموبیل‌ران فرمول ۱ اهل ایالات متحده آمریکا است.